# Ciulfina biseriata
Ciulfina biseriata är en bönsyrseart som beskrevs av John Obadiah Westwood 1889. Ciulfina biseriata ingår i släktet Ciulfina och familjen Liturgusidae. Inga underarter finns listade i Catalogue of Life.